# Alexander Reil
Alexander Reil (* 1968) ist ein deutscher Basketballfunktionär. Er ist der erste Vorsitzende der MHP Riesen Ludwigsburg und Präsident der AG Basketball-Bundesliga.

## Laufbahn
Reil absolvierte ein Studium im Fach Betriebswirtschaftslehre und hatte sechs Jahre lang den Geschäftsführerposten in einem Autohaus inne.
2002 wurde Reil hauptamtlicher Vorsitzender des Basketball-Bundesligisten MHP Riesen Ludwigsburg. Im Jahr 2014 wurde er zusätzlich Präsident der AG Basketball-Bundesliga, nachdem er bereits seit 2008 zum Vorstand gehört hatte. Zudem saß er dem Bundesliga-Lizenzausschuss vor. Im Juli 2018 trat er eine zweite Amtszeit als Vorsitzender der AG Basketball-Bundesliga an.